# Ibis rouge
Pour les articles homonymes, voir Ibis rouge (homonymie).
Eudocimus ruber
Espèce
Répartition géographique
Distribution d'Eudocimus ruber (orange) ; en bleu pâle l'aire d'Eudocimus albus
Statut de conservation UICN

LC : Préoccupation mineure
Statut CITES
L'Ibis rouge (Eudocimus ruber) est une espèce d'oiseaux de l'écozone néotropique de l'Amérique du Sud : il vit dans les mangroves, à l'embouchure des fleuves ou dans les marais côtiers.

## Noms
Son nom scientifique vient du grec eudokimos (« bon cadet ») et du latin ruber (« rouge »). En espagnol c'est corocoro rojo et au Brésil, il est connu par son nom tupi-guarani : wará, en portugais guará.

## Caractéristiques

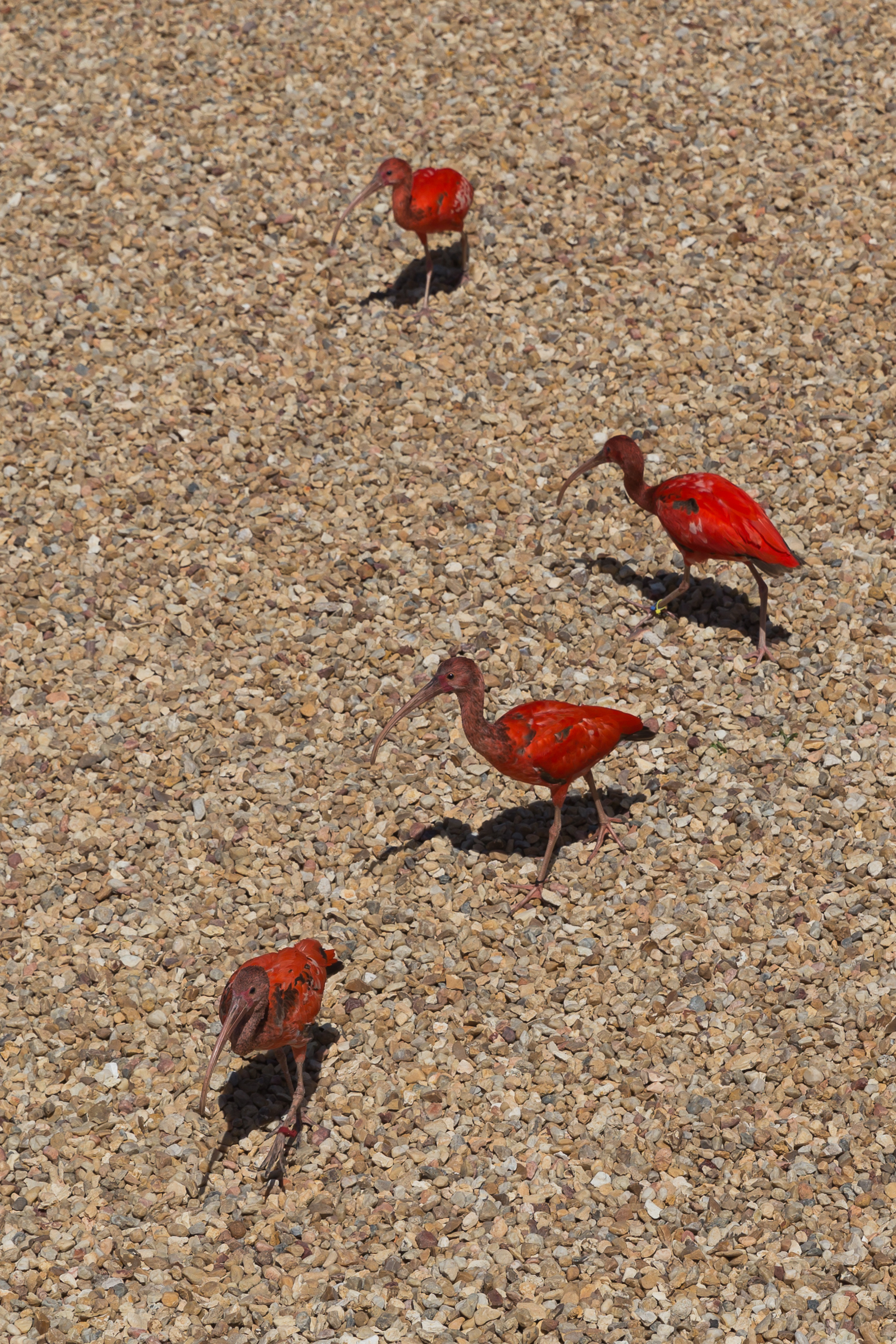
Ibis rouge du spectacle des oiseaux du ZooParc de Beauval (France).

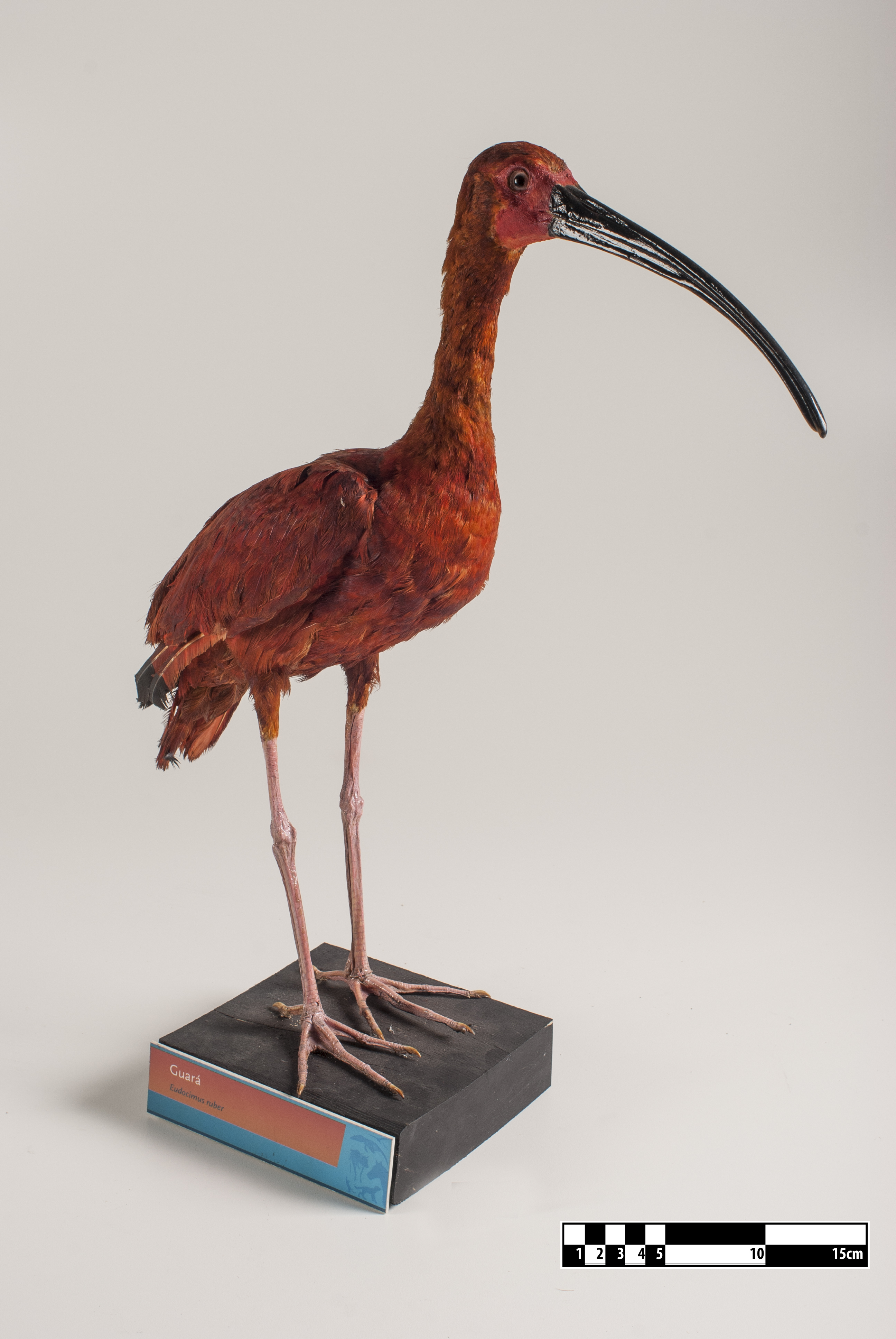
Ibis rouge naturalisé.

La majorité de son plumage est d'une couleur dominante rouge, raison pour laquelle un braconnage intense impacte cette espèce. Les extrémités des rémiges des ailes de l'Ibis rouge sont noires. Les jeunes ibis ont un plumage gris.

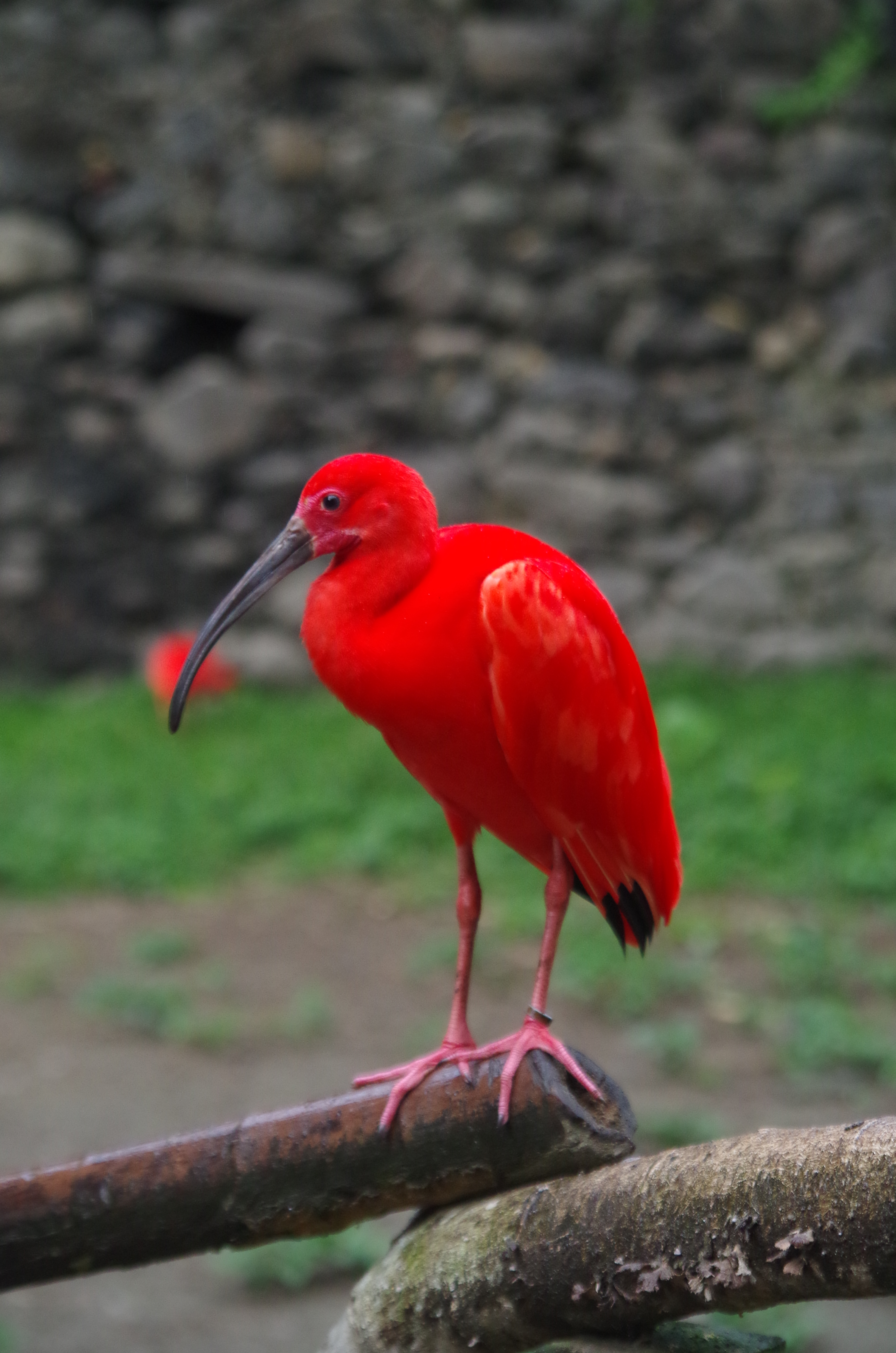
Ibis rouge au zoo de Martinique

Sa coloration est due aux caroténoïdes présents dans ses aliments, essentiellement des petits crustacés (crevettes et crabes de mangrove). En captivité, s'il n'a pas un apport en caroténoïdes suffisant, les couleurs de l'ibis rouge se fanent progressivement.

## Écologie et comportement
Les ibis rouges sont des oiseaux grégaires dont les colonies peuvent atteindre plusieurs milliers d'individus. Ils aiment se poser à la cime des arbres.

### Alimentation
Le bec courbe permet à cet oiseau d'extraire des insectes et d'autres invertébrés de la vase des mangroves et des lagunes, sur les estrans.

### Reproduction
La reproduction a lieu au plus fort de la saison des pluies, de mars à juillet : après une courte parade nuptiale, les oiseaux construisent un nid rudimentaire dans lequel la femelle dépose de 2 à 4 œufs. Il est situé entre 1,50 et 6 m de hauteur, dans les jeunes palétuviers.

## Habitat et aire de répartition

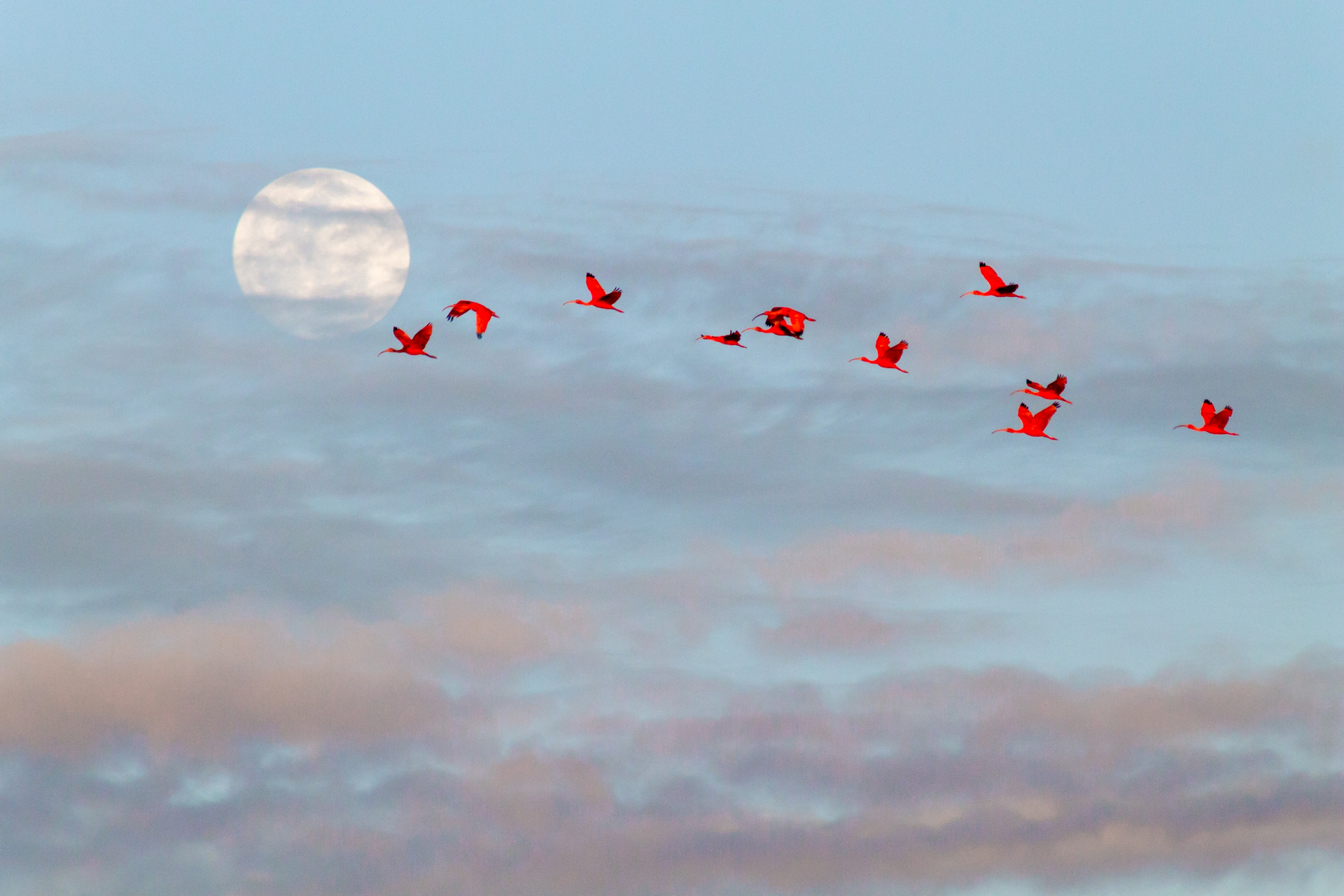
Vol d'ibis vraiment rouges au dessus de l'Área de Proteção Ambiental Delta do Parnaíba au Brésil. Juillet 2022.

On trouve des ibis rouges du sud-est des États-Unis (pourtour du golfe du Mexique, Floride) jusqu'au Brésil, en passant par les côtes pacifique et atlantique de l'Amérique centrale et les Grandes Antilles. Deux sous-espèces se partagent cette aire de répartition : la sous-espèce nominale Eudocimus ruber ruber se rencontre au sud, du Venezuela au sud-est du Brésil. L'autre sous-espèce Eudocimus ruber albus, plus claire, se trouve au nord en Floride, en Louisiane, sur le littoral pacifique de l'Amérique centrale et à Cuba.

## Classification
Cette espèce peut s'hybrider avec l'autre espèce de son genre, l'Ibis blanc (Eudocimus albus), et les deux oiseaux sont parfois considérés comme conspécifiques, c'est-à-dire ne formant qu'une seule et même espèce.

## L'ibis rouge et l'espèce humaine
Le plumage de l'Ibis rouge était depuis des millénaires utilisé pour l'art plumaire amérindien, mais les prélèvements, modérés, ne faisaient pas disparaître les populations d'ibis. Depuis la mercantilisation des échanges, l'espèce fait l'objet d'un braconnage intense, a un statut d'espèce protégée depuis longtemps dans certains pays (dès 1955 au Suriname) et elle est depuis 1987 inscrite dans l'annexe II de la convention sur le commerce international des espèces de faune et de flore sauvages menacées d'extinction. L'Ibis rouge est l'emblème national de Trinité-et-Tobago.